# Waikabubak
Waikabubak op het Indonesische eiland Sumba is de administratieve hoofdplaats van het regentschap West-Sumba en ligt op 800 meter hoogte, waardoor de stad een aangenamer klimaat heeft dan Waingapu op Oost-Sumba. Waikabubak is tevens de naam van het onderdistrict op West-Sumba.
De stad met 22.235 inwoners (telling 2001) is een uitgestrekte stad met lintbebouwing langs de hoofdwegen die in alle belangrijke richtingen uitwaaieren. Daartussen bevindt zich nog (vaak op een heuveltop) een verzameling van traditionele kampungs. Het centrum kent enkele modernere gebouwen en enige geasfalteerde straten. Komend van Anakalang en Lawonda vanuit het oosten wordt de bezoeker verwelkomd door een ereboog die zich ongeveer vier kilometer van het centrum bevindt.
- De naam Waikabubak betekent zoveel als "water in grote hoeveelheid aanwezig" (wai = water).
- In 1925 opende de christelijke zending het eerste, nu enigszins vervallen, ziekenhuis. Inmiddels is er vlak buiten de stad ook een openbaar ziekenhuis (Rumah Sakit Umum). Daar werken ook enkele medisch specialisten, maar bewoners die het kunnen betalen gaan bij een ernstige aandoening voor behandeling bij voorkeur naar Bali of Java.
- In 1947 werd de eerste school voor vervolgonderwijs gesticht. Pas in 1960 kwam er een middelbare school (SMP).
- De stad is geschikt als uitgangspunt voor excursies. Er zijn zes hotels (2004) en bussen vertrekken er regelmatig naar interessante omliggende plaatsen. Zo bevinden zich op 20 km ten oosten van Waikabubak in Anakalang en omgeving, bijzondere fraaie graftombes in de vorm van een soort megaliet. (Kampung Pasunga, kampung Kabunduk en Kampung Mutakakeri).
- Er is verder niet erg veel te doen in Waikabubak. Zo nu en dan is er een sportevenement in het sportstadion in het centrum van de stad. Er is geen bioscoop of spellenhal. Er is een paardenracebaan, maar paardenraces zijn zeldzaam.
- De oorspronkelijke taal de er wordt gesproken is het Wadjewaas, een van de 27 Bima-Soembatalen.
- Het vliegveld Tambolaka bevindt zich 42 km ten noorden van de stad.
  - Merpati onderhoudt enkele keren per week verbindingen met Bima (Sumbawa), Kupang (Timor) en Waingapu. Tambolaka wordt ook aangevlogen vanuit Luchthaven Ngurah Rai op Bali.

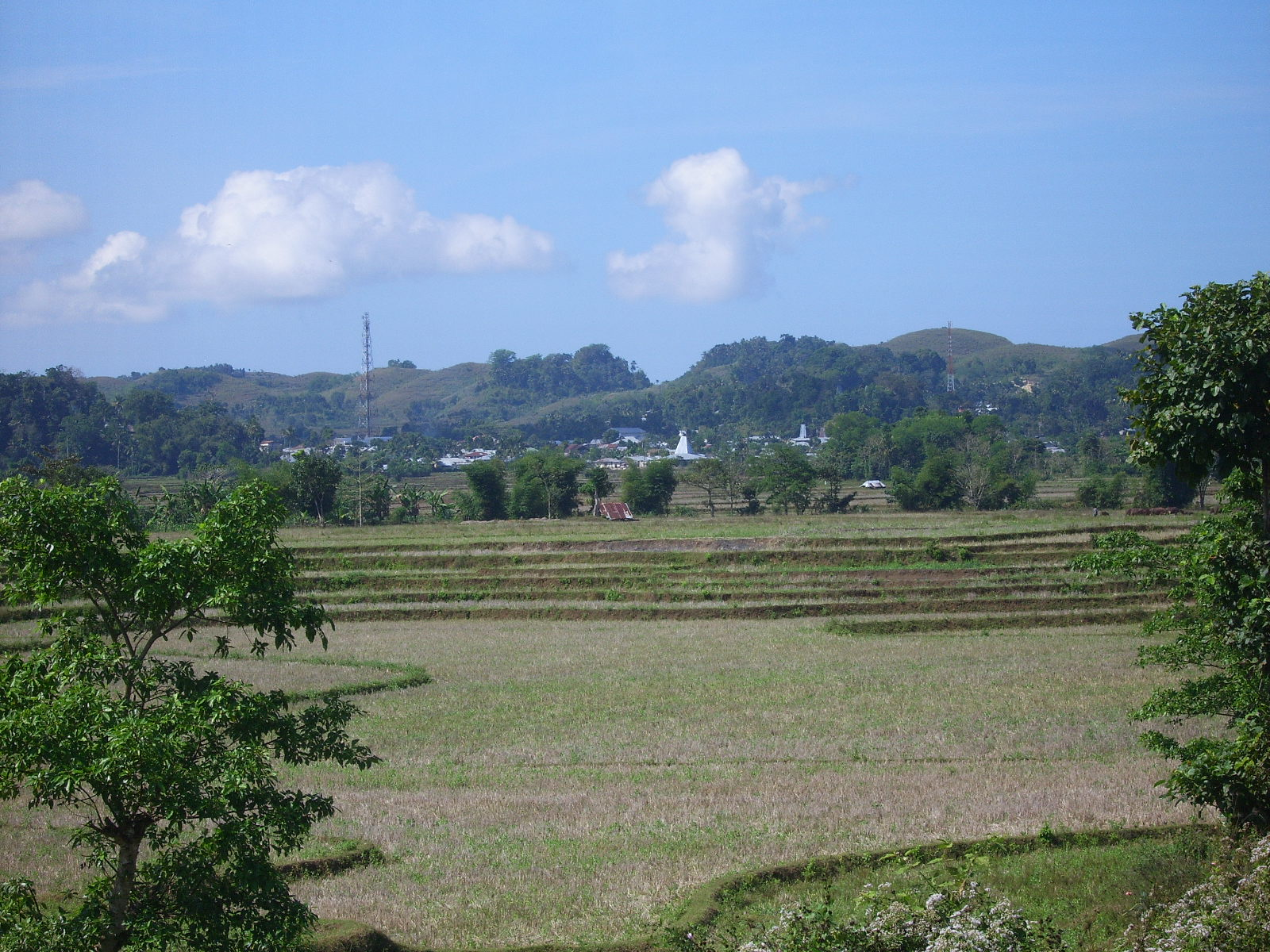
Gezicht op Waikabubak, West-Sumba

Katikutana · Kodi · Kodi Bangedo · Waikabubak · Lamboja · Loli · Laura · Mamboro · Noord-Wadjewa · Oost-Wadjewa · Tana Righu · Umbu Ratu Nggay · Wanokaka · West-Wadjewa · Zuid-Wadjewa